# Abdij van Evesham
De Abdij van Evesham was een abdij bij het plaatsje Evesham in het Engelse graafschap Worcestershire.
De abdij is gesticht in 701 door St. Egwin, de derde bisschop van Worcester en werd opgedragen aan de Heilige Maagd Maria. De abdij is van benedictijnse origine, en werd door vele giften erg rijk. In 1265 was het zelfs het op twee na rijkste klooster van Engeland.
In de 16e eeuw, ten tijde van koning Hendrik VIII van Engeland is de abdij geplunderd en uiteindelijk gesloopt. Nu resten slechts nog enige stukken muur, maar de klokkentoren is later herbouwd.
In de abdij was het graf van Simon V van Montfort die tijdens een nabij gehouden slag werd gedood.